# Cultura de Estados Unidos

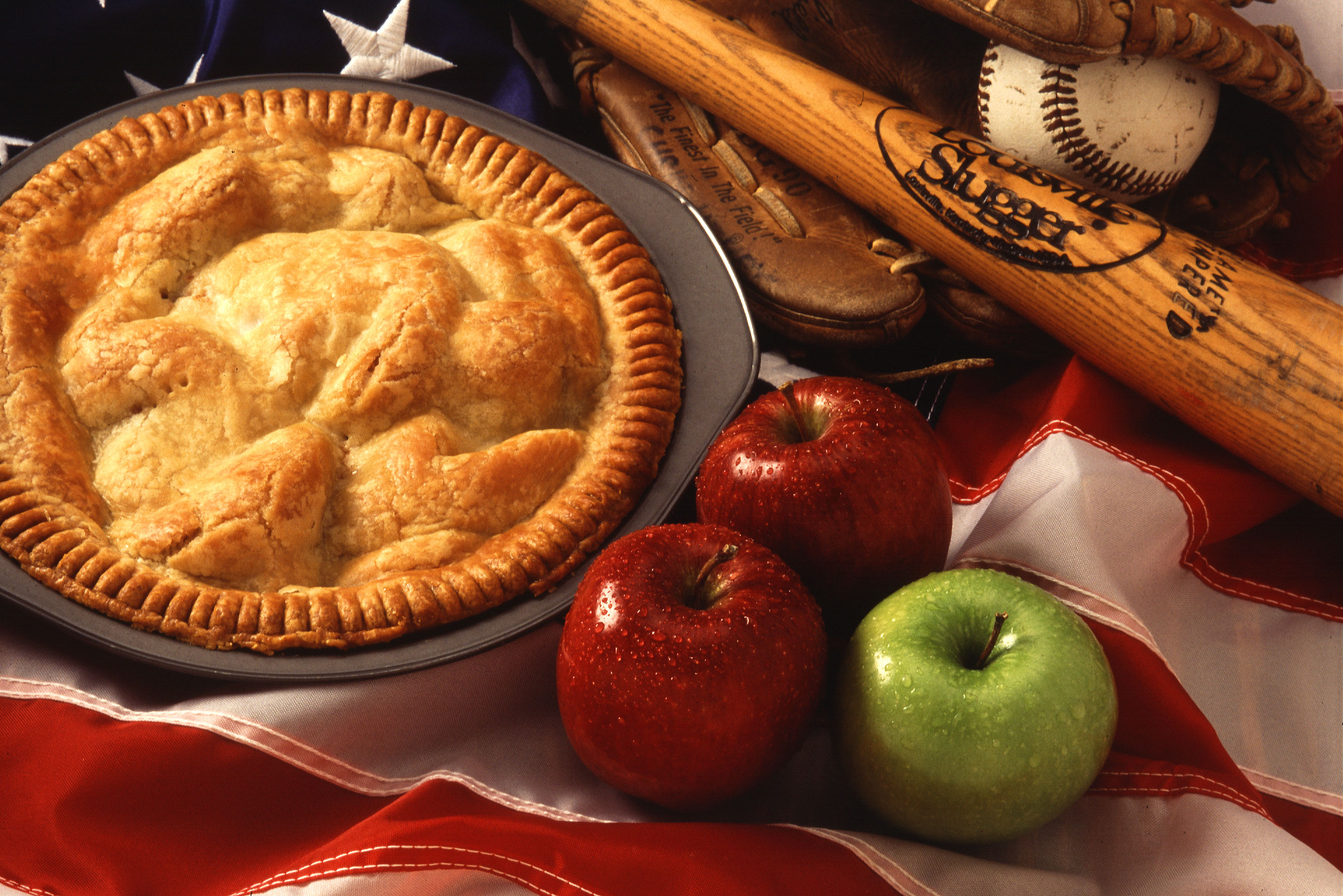
Íconos de la cultura estadounidense: tarta de manzana, bate de béisbol y la bandera de Estados Unidos.

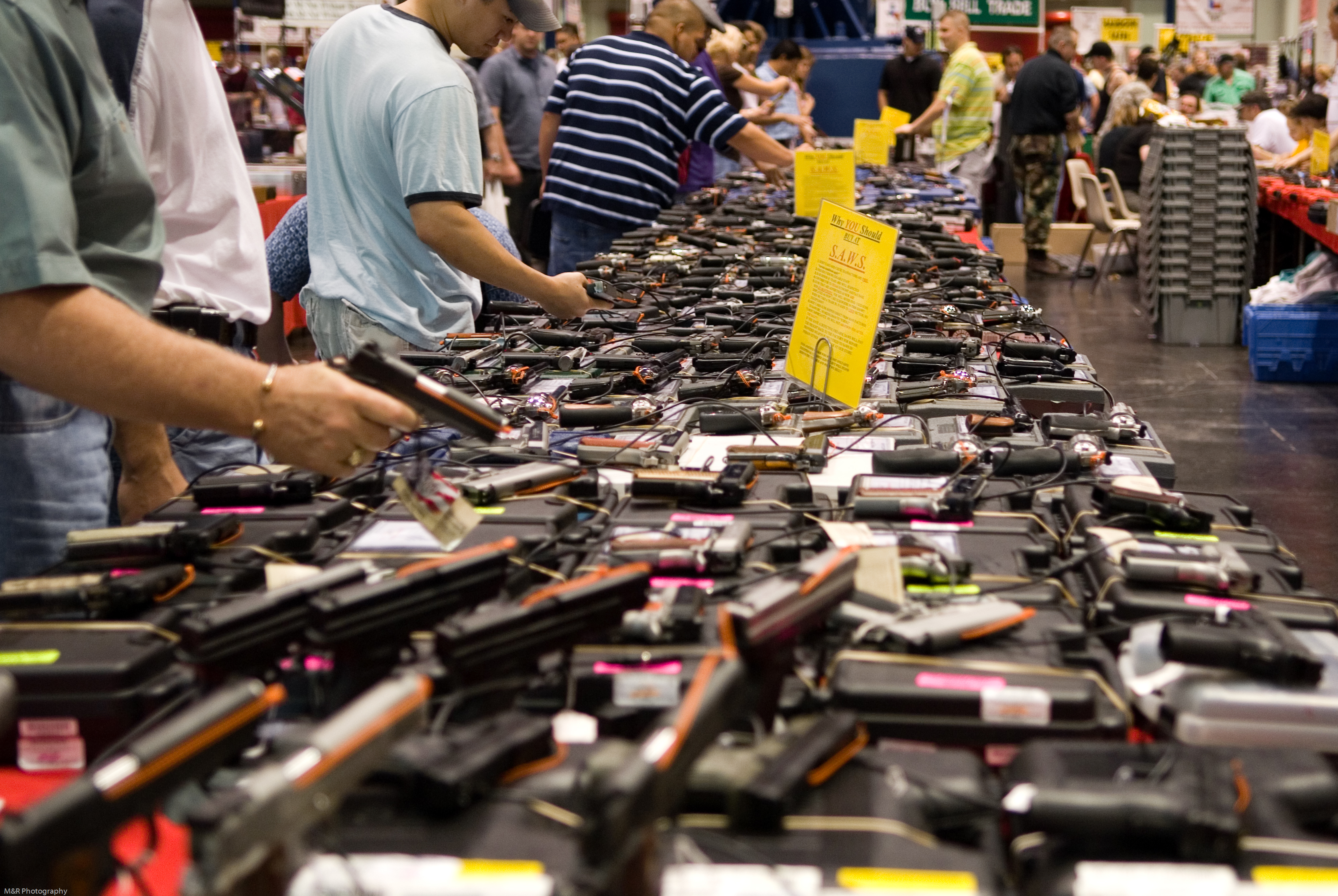
Cultura del derecho a poseer armas en EE. UU. Este país es muy permisivo respecto a que los ciudadanos puedan comprar armas en comparación con otros países desarrollados en el resto del mundo. Debido a esto suelen suceder de forma periódica tiroteos masivos.

El desarrollo de la cultura de Estados Unidos —cine, música, baile, arquitectura, literatura, gastronomía y artes visuales— ha sido marcada por muchas fuentes diversas.
Estados Unidos es un país étnica y culturalmente diverso como resultado de la inmigración masiva procedente de muchos países a lo largo de su historia.
La cultura popular estadounidense se ha expresado a través de todos los medios de comunicación y de señales, incluyendo muchas películas, la televisión, la música, el cómic y los deportes. Lo que el viento se llevó y La guerra de las galaxias, Mickey Mouse y Marilyn Monroe, Barrio Sésamo, Bob Esponja y Los Simpson, Elvis Presley, Michael Jackson, Madonna y Britney Spears, el jazz, el blues, y el hip hop, Popeye, Snoopy y Superman, el béisbol, el fútbol americano y el basketball, Barbie y G.I. Joe, hamburguesa y Coca Cola, etc. —estos nombres, géneros y frases se relacionan con productos estadounidenses que han sido expandidos en todo el mundo. 
Es importante notar que Estados Unidos tiende a ser exportador de cultura, y además absorbe parte de otras tradiciones culturales con relativa facilidad, tales como el fútbol, la pizza y el yoga. Esto marca un contraste muy grande con los primeros días de los Estados Unidos. Las ciudades del país ofrecen música clásica y popular, centros de investigación histórica y científica, museos, musicales y obras teatrales, además de proyectos artísticos y obras arquitectónicas de nivel internacional. Este desarrollo es el resultado de las contribuciones de filántropos particulares, como del gobierno.

## Variaciones regionales
El periodista y escritor Colin Woodard, en su libro American Nations (2011), afirma la existencia de once culturas regionales en América del Norte, basadas en las características culturales de los colonos originales de estas regiones. De acuerdo con Woodard, esas regiones cruzarían y pasarían por alto las fronteras formales de los estados o incluso del país. Estas regiones son:
- Yankeedom - Yankeedom comprende a Nueva Inglaterra, gran parte del estado de Nueva York y gran parte del centro-oeste industrial, extendiéndose por Míchigan, Wisconsin y Minesota. Áreas que fueron inicialmente colonizadas por los puritanos de East Anglia y sus descendientes. Se caracteriza por el fuerte sentido comunitario, la valorización de la educación, la participación ciudadana en el gobierno y la asimilación de forasteros.

- Nueva Holanda - comprende el área metropolitana de la Ciudad de Nueva York - abarcando la propia ciudad, así como el norte de Nueva Jersey y parte de Conecticut. El área fue colonizada por los neerlandeses antes de que fueran expulsados por los británicos. La región heredó la cultura capitalista, cosmopolita y tolerante implantada por los holandeses en Nueva York. Hoy, la región es un centro para el comercio global

- Tierras Medias - Asentada por cuáqueros británicos, es una sociedad de clase media acogedora con forasteros y que generó la cultura del «American Heartland». Se extiende a Pensilvania, Ohio, Iowa, Kansas, Nebraska, el norte de Indiana, el norte de Illinois, el norte de Misuri y el sur de Nueva Jersey. Es una cultura diversa y pacifista.

- Marea - Construido por la pequeña nobleza inglesa en el área de los actuales estados de Maryland, Virginia y Carolina del Norte. Es donde se localiza la capital federal, Washington D. C.. Tuvo su inicio en la era colonial como una sociedad con resquicios feudales de la metrópoli británica y que adoptó la esclavitud de afroamericanos. Es una cultura aristocrática que valora la autoridad y la tradición.

- Gran Appalachia - Colonizada por británicos provenientes de tierras devastadas por guerras en Irlanda, Escocia y el norte de Inglaterra, la región de los Apalaches engloba partes de Kentucky, Tenneessee, Virginia Occidental, Arkansas, Oklahoma, sur de Misuri, sur de Indiana, sur de Illinois y el norte de Texas. Es la región más belicista de Estados Unidos, con una fuerte «cultura guerrera».

- Sur Profundo - Establecido por los esclavistas ingleses de Barbados, fue concebido como una sociedad de esclavos al estilo de las Indias Occidentales. Incluye Alabama, Misisipi, Georgia, Carolina del Sur, norte de Florida y el este de Texas. Tiene una estructura social muy rígida e históricamente se opuso al Norte en la Guerra Civil Americana e implantó políticas segregacionistas contra los afroamericanos.

- El Norte - Compuesto por la región fronteriza mexicano-estadounidense, es «un lugar aparte» del resto de Estados Unidos. Tiene partes de Texas, Arizona, Nuevo México y California. En un contexto más amplio, teniendo en cuenta toda América del Norte y no sólo los Estados Unidos, también se incluye México (antigua Nueva España), principalmente los estados más al norte de este país (Tamaulipas y Sonora hasta Baja California). La región valora la independencia, la autosuficiencia y el trabajo duro por encima de todo.

- Costa Oeste - Colonizada por los habitantes de Nueva Inglaterra y los Apalaches, la Costa Oeste es un híbrido del «utopismo yanque y auto-expresión y explotación de los Apalaches». Él engloba la costa de California, Oregón y Washington.

- Lejano Oeste - el oeste conservador, incluyendo Idaho, Montana, Wyoming, Utah, Dakota del Norte, Dakota del Sur, Colorado, Nevada, norte de Arizona, norte de Nuevo México, partes de Kansas y Nebraska, regiones interiores de Washington, Oregón y California. Fue la última región a ser colonizada, siendo común en la cultura estadounidense obras de arte (películas, pinturas, músicas) que buscan retratar el período histórico del inicio de su ocupación.

- Nueva Francia - En Estados Unidos se enfoca en Nueva Orleans, en Luisiana, ya en un contexto más amplio, teniendo en cuenta toda América del Norte, también incluye Canadá, principalmente la provincia de Quebec. La región fue colonizada por los franceses.

- Primeras Naciones- Compuesto de pueblos indígenas norteamericanos, los miembros de las Primeras Naciones disfrutan de soberanía tribal en reservas indígenas en Estados Unidos. En un contexto más amplio, teniendo en cuenta toda América del Norte, gran parte de su territorio también está en Canadá y Alaska, ocupando el clima más hostil y el territorio más vasto del continente norteamericano.

También de acuerdo con Collin Woodard el sur de la Florida formó parte de la región cultural del Caribe español, una región de colonización española con una impresionante historia propia y una cultura distinta del El Norte; Hawái (que se unió a los Estados Unidos después de la Segunda Guerra Mundial) forma parte de la región cultural de la Gran Polinesia.

## Literatura de Estados Unidos
Para entender el comportamiento y las políticas públicas de los estadounidenses, es fundamental conocer la cultura de Estados Unidos. En muchos idiomas, la palabra cultura se refiere al arte, la música, la historia y la literatura de un país.
En el siglo XVIII y principios del XIX, el arte y la literatura estadounidenses tomaron la mayor parte de su inspiración de Europa. Escritores tales como Nathaniel Hawthorne, Edgar Allan Poe, y Henry David Thoreau establecieron una reputación distintiva a mediados del siglo XIX. Mark Twain y el poeta Walt Whitman fueron las principales figuras de la segunda mitad del siglo; Emily Dickinson, prácticamente desconocida durante su vida, sería reconocida como una de las poetisas más importantes del país. Doce ciudadanos estadounidenses han ganado el Premio Nobel de Literatura, siendo el más reciente Bob Dylan en 2016. Ernest Hemingway, el ganador del Nobel de 1954, ha sido nombrado uno de los escritores más influyentes del siglo XX. Las obras que han capturado aspectos fundamentales de la cultura nacional (basándose en sus protagonistas) son Moby-Dick de Herman Melville (1851), Las aventuras de Huckleberry Finn de Mark Twain (1885), El Mago de Oz de L. Frank Baum y el libro de F. Scott Fitzgerald El gran Gatsby (1925), principales exponentes de la «Gran Novela Estadounidense». Los géneros literarios populares, tales como la literatura western y las novelas de misterio han tenido un gran desarrollo en Estados Unidos. Por su parte y particularmente en los últimos años debemos considerar la literatura en español de Estados Unidos como una expresión del creciente fenómeno cultural de la población hispana y del idioma español en este país. Entre los escritores destacados que se mueven entre inglés y español son Miguel Piñero (Short Eyes,1975), Sandra Cisneros (The Rodrigo Poems, 1985), Julia Álvarez (Yo!, 1999), Giannina Braschi (Yo-Yo Boing!, 1998), y Junot Díaz (La maravillosa vida breve de Óscar Wao, 2007).

### Poesía
La poesía de Estados Unidos afloró naturalmente durante sus comienzos como trece colonias (aunque antes de esto existía una fuerte tradición oral, a menudo calificadas como poesía, entre las sociedades de los americanos nativos). La mayor parte de las primeras obras de los colonos eran similares a los modelos ingleses en lo que respecta a métrica, dicción y temática. Sin embargo, en el siglo XIX, comenzó a emerger un modismo estadounidense distintivo. A finales del siglo, cuando Walt Whitman empezaba a ser aclamado por las audiencias, los poetas de Estados Unidos habían comenzado a tomar su lugar en el avant-garde del idioma inglés.
Esta posición se mantuvo durante el siglo XX, siendo Ezra Pound y T. S. Eliot tal vez los poetas en idioma inglés más influyentes del período durante la Primera Guerra Mundial. En la década de 1960, los jóvenes poetas del British Poetry Revival vieron a sus contemporáneos estadounidenses y a sus predecesores como modelos para la poesía que deseaban escribir. Hacia el final del milenio, la consideración de la poesía estadounidense se ha diversificado, y los historiadores pusieron un énfasis mayor en la poesía femenina, la hispánica, la afroamericana y otros grupos culturales. Los poetas importantes incluyen Maya Angelou, Audre Lorde, June Jordan, Alicia Ostriker, Giannina Braschi, Terrence Hayes, Claudia Rankine, y Tupac Shakur (entre otros).

## Artes visuales

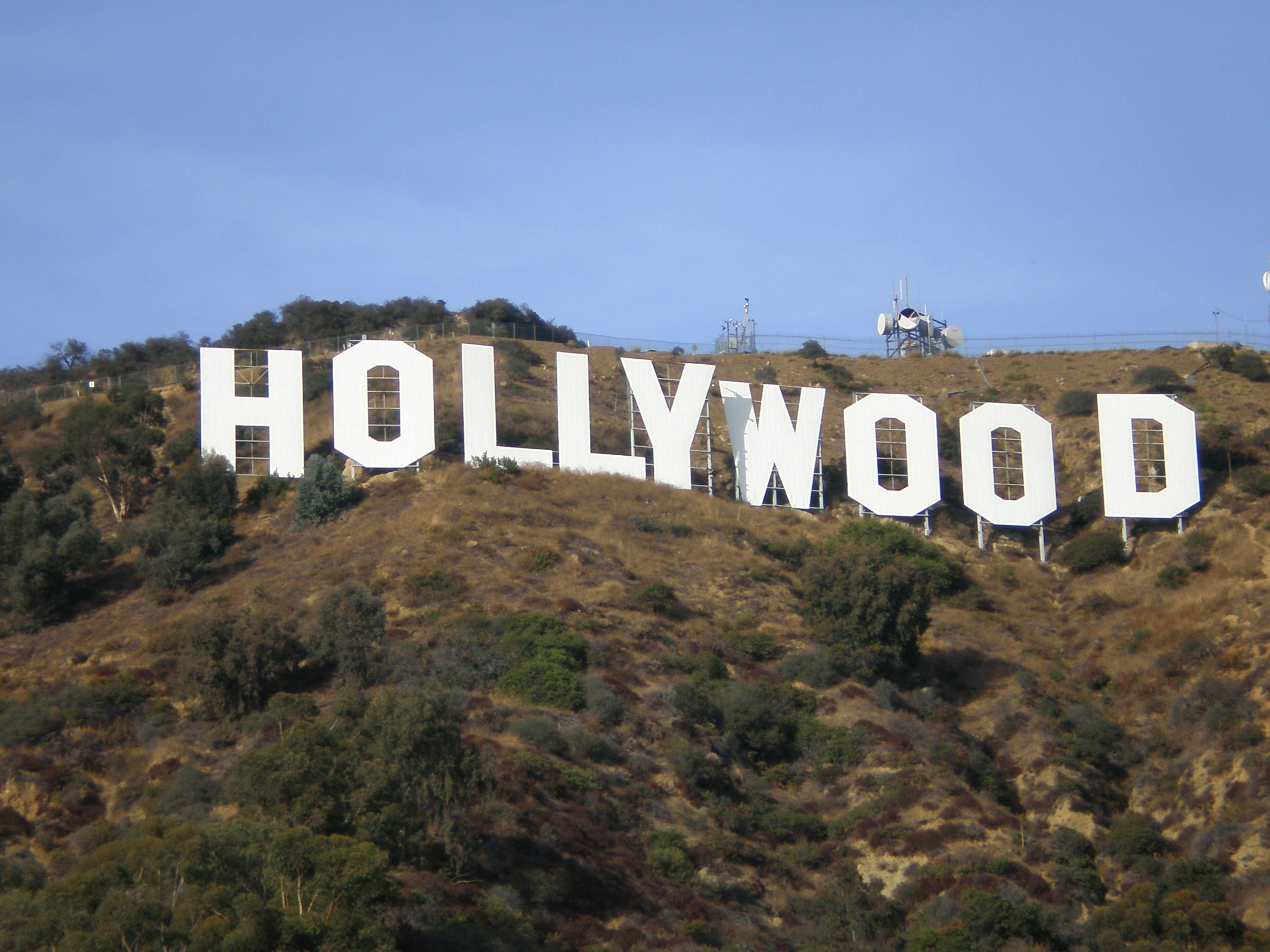
Hollywood, conocida como la meca del cine.

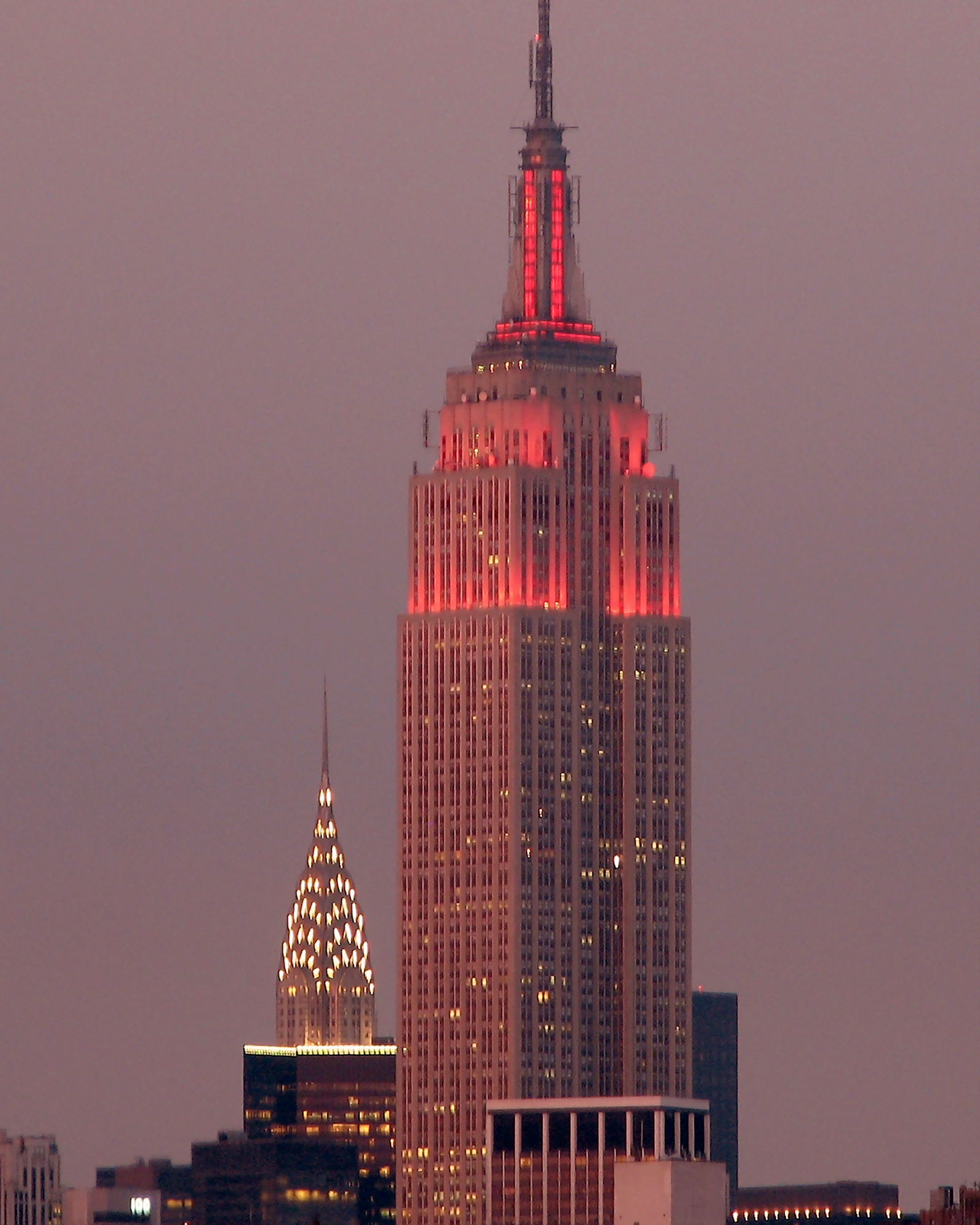
El edificio Chrysler (atrás a la izquierda) y el Empire State Building (en primer plano a la derecha), Nueva York, 1929-1931, art déco, dos de los iconos de la arquitectura estadounidense.

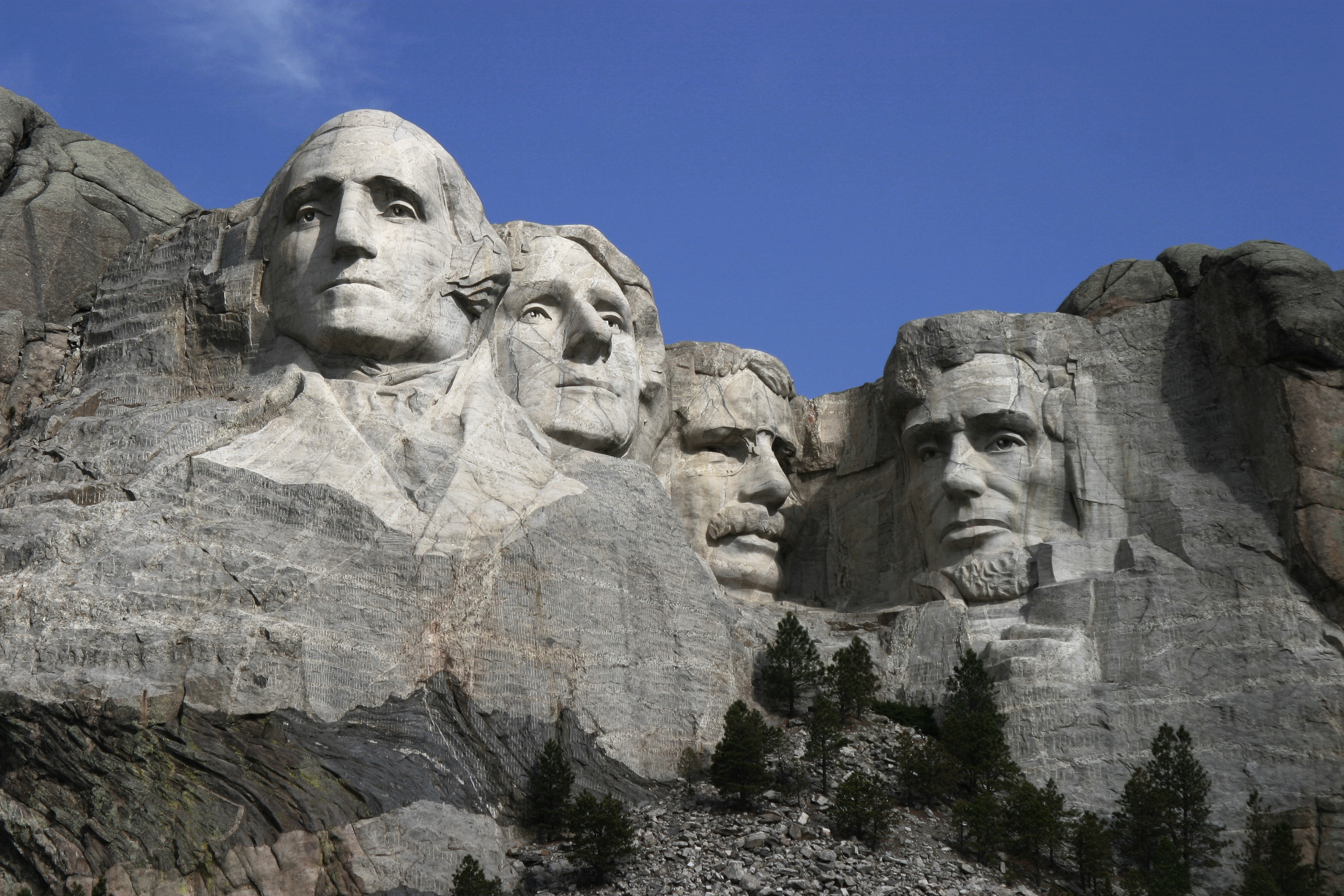
Monte Rushmore

Logo de Marvel, una de las editoriales de cómics estadounidenses más famosa.

### Televisión y cines
La industria cinematográfica estadounidense ha tenido un profundo efecto en el cine alrededor del mundo desde inicios del siglo XX. Su historia se divide en ocasiones en cuatro períodos principales: la era muda, el cine clásico de Hollywood, el nuevo Hollywood, y el periodo contemporáneo (a partir de 1980).

### Pintura
A finales del siglo XVIII y principios del XIX, los artistas estadounidenses han pintado principalmente paisajes y retratos en un estilo realista. Un desarrollo paralelo que va tomando forma en las partes rurales del país son las artesanías, las cuales comenzaron como una reacción a la Revolución Industrial. Las primeras muestras de arte moderno de Europa llegaron a Estados Unidos y fueron exhibidas en la ciudad de Nueva York en 1913. Luego de la Segunda Guerra Mundial, Nueva York reemplazó a París como el centro del mundo artístico. La pintura en los Estados Unidos cubre, hoy en día, una amplia gama de estilos. 

### Arquitectura
Estados Unidos tiene una historia de arquitectura que incluye una amplia variedad de estilos. 
Estados Unidos es un país relativamente joven, y los nativos americanos no crearon edificios que puedan compararse con el tamaño de los tallados en Perú y México. Por esta razón, la temática primordial de la arquitectura estadounidense es la modernidad: los rascacielos del siglo XX son el principal símbolo de esta modernidad.
La arquitectura en el país varía según las regiones y ha sido moldeada a partir de varios países, además de Inglaterra. Por lo tanto, puede decirse que es ecléctica.

### Escultura
La historia de la escultura en Estados Unidos refleja la fundación del país en el siglo XVIII, mezclando los valores civiles de la República de Roma y el cristianismo protestante.
Cabe destacar entre sus esculturas más famosas la Estatua de la Libertad, regalo de Francia, convertido en el gran emblema de los Estados Unidos. También el Monte Rushmore, que contiene los retratos de varios presidentes de este país.

### Cómics
El cómic estadounidense constituye una de las tres grandes tradiciones historietísticas a nivel global, junto con el franco-belga y el japonés. Siendo la primera en generar una verdadera industria y en adoptar de forma consistente el globo de diálogo, lideró la producción mundial durante toda la primera mitad del siglo XX, con tiras de prensa como Flash Gordon, Krazy Kat, Li'l Abner, Little Nemo in Slumberland, El Príncipe Valiente, Popeye o Terry y los piratas y la invención del comic-book.
La venta de historietas comenzó a caer luego de la Segunda Guerra Mundial, cuando el medio sufrió los efectos de la autocensura encarnada en el Comics Code y la competencia de la televisión y los libros de bolsillo de impresión masiva. Durante la década de 1960, aumentó el número de lectores de comic-book, incluyendo estudiantes universitarios que gustaban de los nuevos «superhéroes con problemas» creados por Stan Lee en Marvel Comics y del comic underground de autores como Robert Crumb. 
A finales de la década de los 70, se desarrolla el mercado de venta directa, que permite que Peter Bagge o Chris Ware presenten una alternativa a los géneros y formatos predominantes.

## Música

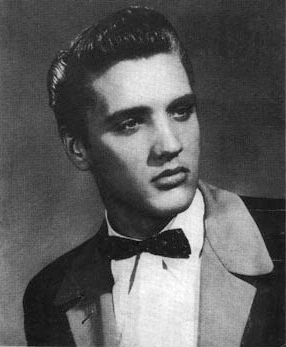
Elvis Presley: uno de los grandes músicos estadounidenses.

La música es un reflejo de la población multiétnica de los Estados Unidos, a través de una amplia gama de estilos. Entre los géneros de mayor reconocimiento internacional que tienen sus orígenes en el país destacan marcha, country, bluegrass, las llamadas músicas afroamericanas, como el blues, góspel, rhythm and blues, jazz, ragtime y rock and roll, además de varios subgéneros, como el dixieland, y otras músicas regionales. Asimismo, existen variaciones como la música cinematográfica y los musicales. Esta rica herencia musical es fruto de numerosas influencias entre las que destaca la interacción entre las tradiciones clásicas europeas y la vitalidad de las expresiones regionales y étnicas. De hecho, muchos compositores de música clásica han trabajado sobre formas populares.
Por otra parte, son innumerables las canciones y composiciones escritas por estadounidenses que son conocidas en todo el mundo, como, por ejemplo, «Jingle Bells» (1857), «Cumpleaños feliz» (1893), o  estándares de jazz como «When the Saints Go Marching In» además de las que forman parte del cancionero estadounidense, el Great American Songbook. 
Estados Unidos representa el mayor mercado de la industria musical a nivel mundial, con un valor total de 4372,9 millones de dólares, y en 2011 encabezaba el ranking mundial de ventas globales de música, con el 26 % de las ventas en el mundo, seguido por Japón, con el 25 %.

### Baile
Existe una gran variedad de bailes en Estados Unidos. Es en este país donde nace el hip hop llega a ser este uno de los bailes tradicionales y populares de Estados Unidos. A su vez, Estados Unidos es la cuna del Lindy Hop y su derivado, el rock and roll. También se caracteriza por el square dance (asociado con Estados Unidos debido a su desarrollo histórico en dicho país) y es uno de los principales centros mundiales de baile moderno.

## Teatro
El teatro antes en Estados Unidos estaba basado en la tradición del lejano oeste, tomada de las actuaciones de Europa, especialmente de Inglaterra. Hoy en día está relacionado con la literatura, las películas, la televisión y la música estadounidense, y es muy común que una misma historia fuera representada en todas las formas antedichas. Las regiones con una amplia gama musical han desarrollado también academias de teatro y comedia. El teatro musical era posiblemente su forma más popular; la calle Broadway en la ciudad de Nueva York es considerada, por lo general, el centro del teatro comercial estadounidense, a través de sus formas artísticas imitadas avían lo largo del país. Otra ciudad particular es Chicago, la cual posee la escena teatral más diversa y dinámica de Estados Unidos. El teatro regional en el país era compañías teatrales profesionales fuera de la ciudad de Nueva York que producían sus propias temporadas. También existía el teatro comunitario y el de vitrina. Incluso las comunidades rurales en ocasiones sorprendían a las audiencias con producciones extravagantes.

## Gastronomía

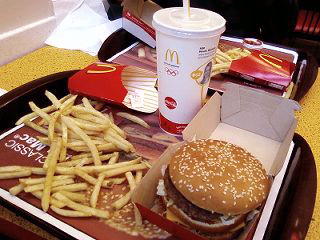
La popular hamburguesa es un claro ejemplo de plato identificado con Estados Unidos y que posee un origen en la cocina europea. También se toman muchas bebidas azucaradas. Los restaurantes de comidas rápidas como McDonald's o Burger King se han expandido mundialmente.

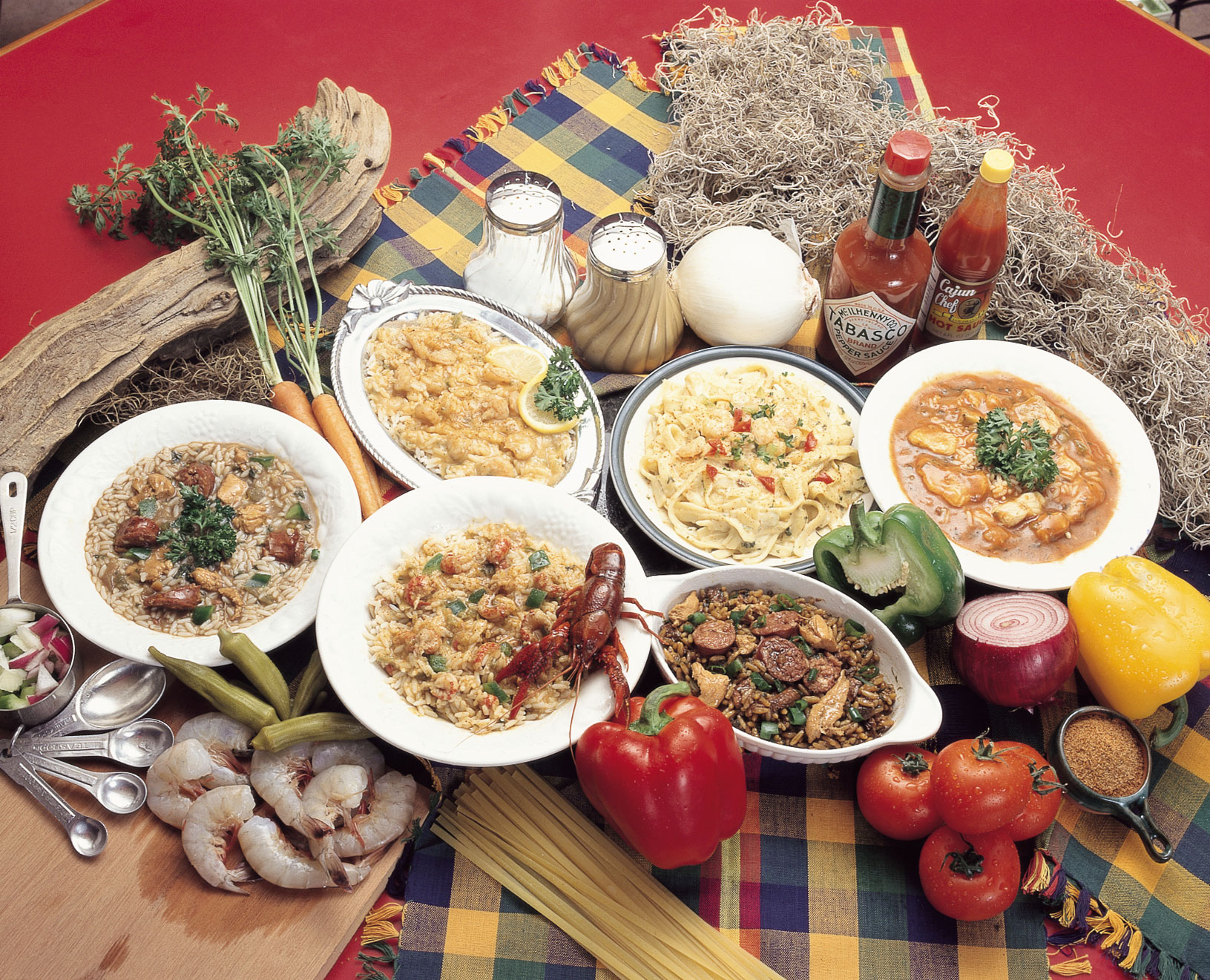
Cocina criolla de Luisiana, una de las más populares del país.

La gastronomía predominante en Estados Unidos es similar a la de otros países occidentales. El trigo es el principal grano de cereal. La cocina estadounidense tradicional utiliza ingredientes tales como el pavo, el venado, el ciervo, las papas, las batatas, el maíz y el jarabe de maple, alimentos consumidos por los nativos americanos y por los primeros habitantes de Europa. La carne de cerdo y las barbacoas, las papas fritas y las galletitas con chispas de chocolate son marcas características de la comida estadounidense. La comida denominada soul food, creada por los esclavos provenientes de África, es popular entre los estadounidenses sureños y entre la mayor parte de los afroamericanos. La cocina sincrética, tales como la cocina de Luisiana, cajún, y la Tex-Mex, son las más importantes en la región. 
Los platos estadounidenses más representativos, como el pastel de manzana, el pollo frito, las hamburguesas (véase: Historia de la hamburguesa) y los hot dogs derivan de recetas de varios inmigrantes. Además, las papas fritas, los platos mexicanos tales como los tacos, y las pastas italianas han sido incorporadas al mercado. Los estadounidenses suelen beber café o té, y más de la mitad de la población adulta bebe al menos una taza al día. El mercado de las industrias estadounidenses es el que ha provocado que el jugo de naranja y la leche sean las bebidas que se consumen en el desayuno. Durante las décadas de 1980 y 1990, el promedio de calorías consumidas al día por los estadounidenses se incrementó en un 24 %; esto se debe a la creación de locales de comidas rápidas, desatando también la llamada «epidemia de obesidad». Las bebidas sin alcohol también son muy populares; las azucaradas proveen un 9 % de las calorías que se consumen al día.

## Vestimenta-Moda

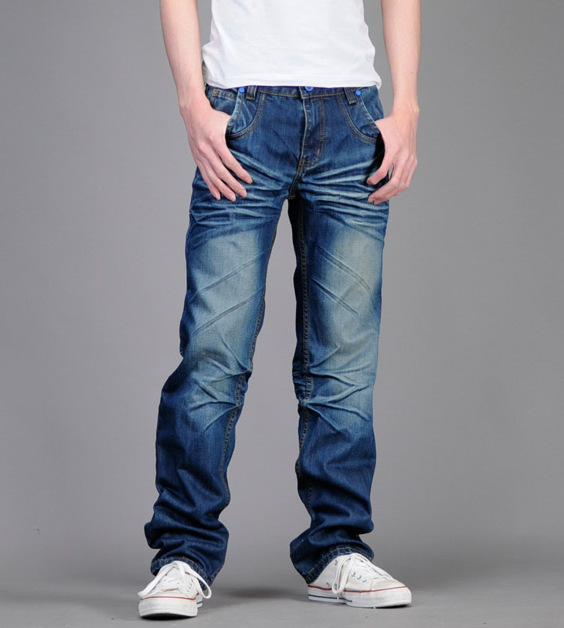
Joven con vaqueros, popularizados en la segunda mitad del. Su uso ha trascendido las fronteras convirtiéndose en un elemento de atuendo en todo el mundo.

Además del negocio y las distintas empresas textiles, la moda en Estados Unidos es ecléctica y predominantemente informal. Los vaqueros se popularizaron como prendas de trabajo en la década de 1850 por el comerciante Levi Strauss, un inmigrante alemán de San Francisco, y fueron adoptado por varios adolescentes estadounidenses un siglo más tarde. Actualmente son una prenda utilizada en todos los continentes por individuos de todas las edades y todas las clases sociales. Junto con la moda informal en general, los jeans (o vaqueros) son la principal contribución de la cultura estadounidense a la moda mundial. Del país proceden también los creadores de varias empresas textiles de fama internacional, tales como Ralph Lauren y Calvin Klein. Empresas tales como Abercrombie & Fitch, American Eagle, Hollister, Nike, Converse, Vans y Eckō son consideradas los nichos del mercado.

## Costumbres generales
El desarrollo de la cultura de Estados Unidos de América, ha sido marcada por muchos países, regiones y otras fuentes diversas, entre ellas: los aportes de los africanos, latinos, españoles, etc.
Ciertas costumbres hispanas han sido tomadas por los estadounidenses, por ejemplo celebrar los cumpleaños rompiendo una piñata. Un aporte importante es la comida, particularmente la mexicana, que es una de las más consumidas por los estadounidenses hoy en día. Es tan popular que se venden casi la misma cantidad de tacos que de perritos calientes.
Otro aporte extranjero es el símbolo del dólar estadounidense ($). Remontándonos al siglo XVII, el recién independizado Estados Unidos tenía un problema de acceso a dinero, y era común en ciertos estados, la utilización del dólar español procedente de lo que en aquel momento eran colonias españolas en América.
Por otro lado los aportes africanos a la cultura estadounidense han sido muy variados y se han desarrollado de tal manera que han sido adaptados a diversas regiones del estado según pasan los años, algunas costumbres, ritos, tradiciones e incluso religiones provienen de África.

## Deporte
En cuanto a popularidad se refiere, hay cinco deportes dominantes en Estados unidos: el fútbol americano, el baloncesto, el béisbol y el hockey. Estos cinco deportes generan grandes audiencias televisivas y mueven un volumen de negocio importante mediante sus respectivos campeonatos nacionales, siendo la Super Bowl uno de los acontecimientos más seguidos del año. En el ámbito estudiantil, en la mayoría de las escuelas secundarias hay equipos de fútbol americano, baloncesto, natación, atletismo, béisbol, fútbol y tenis.

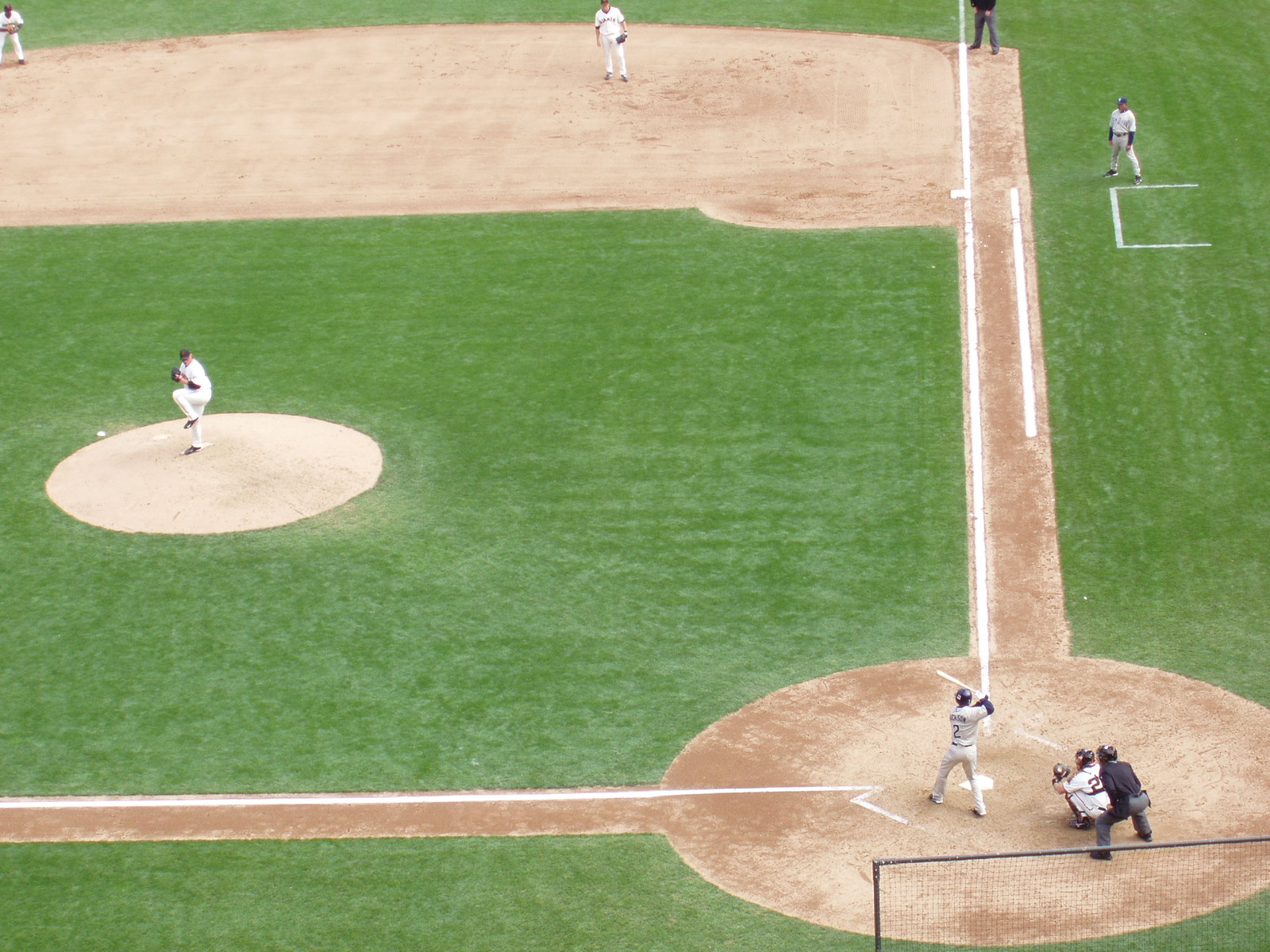
El béisbol es uno de los deportes favoritos en Estados Unidos.
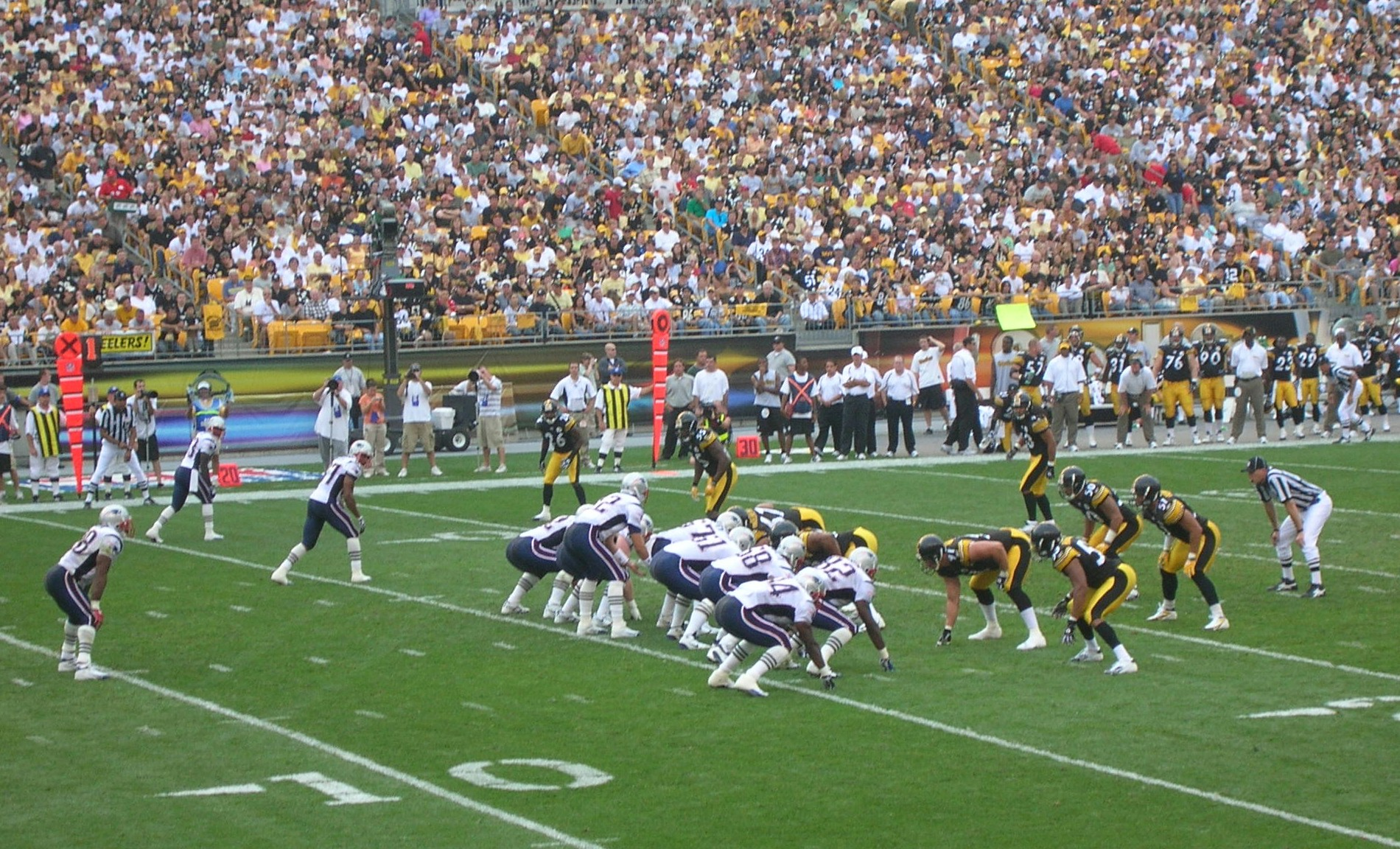
Partido de fútbol americano de la National Football League.
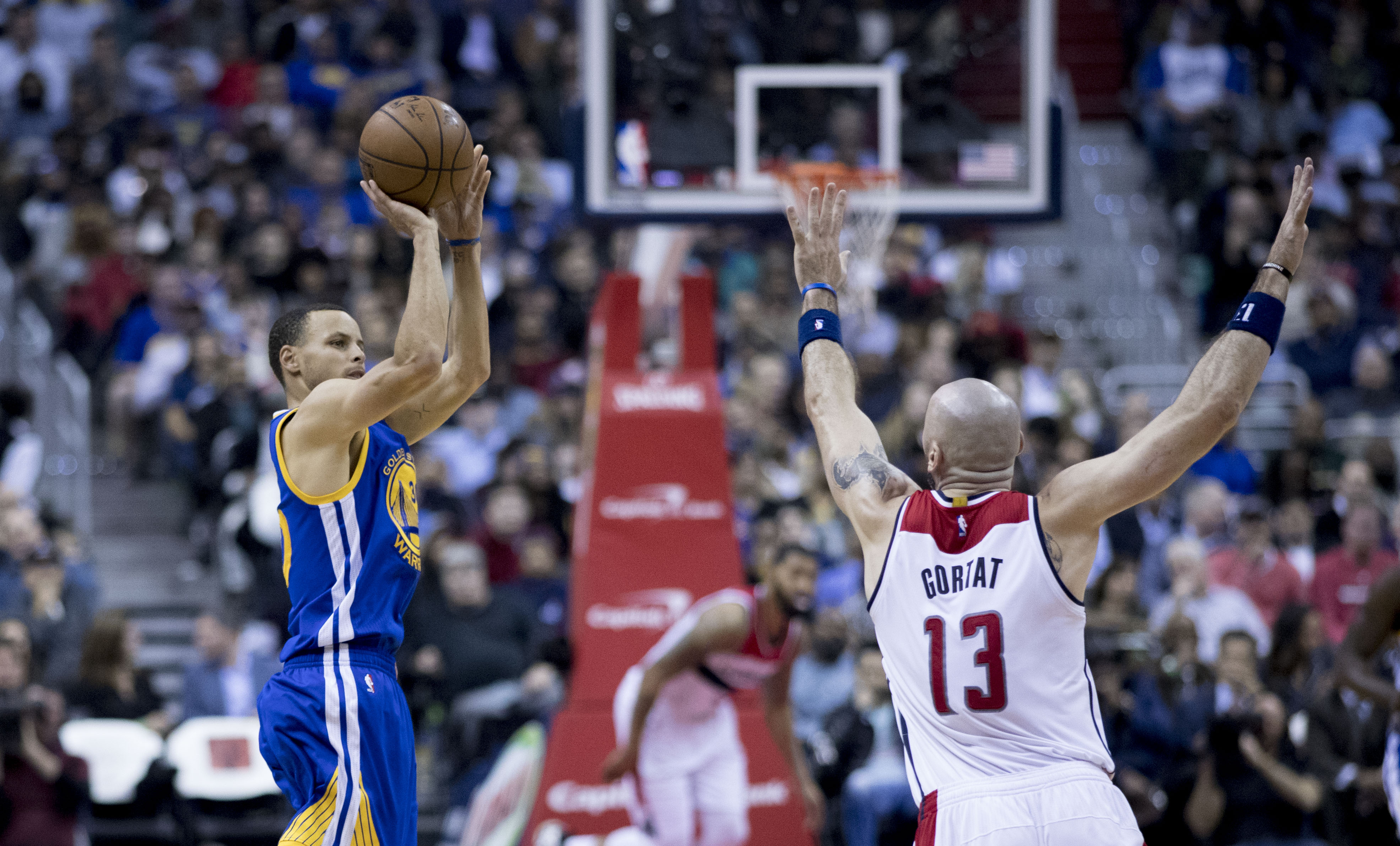
Partido de baloncesto de la NBA.
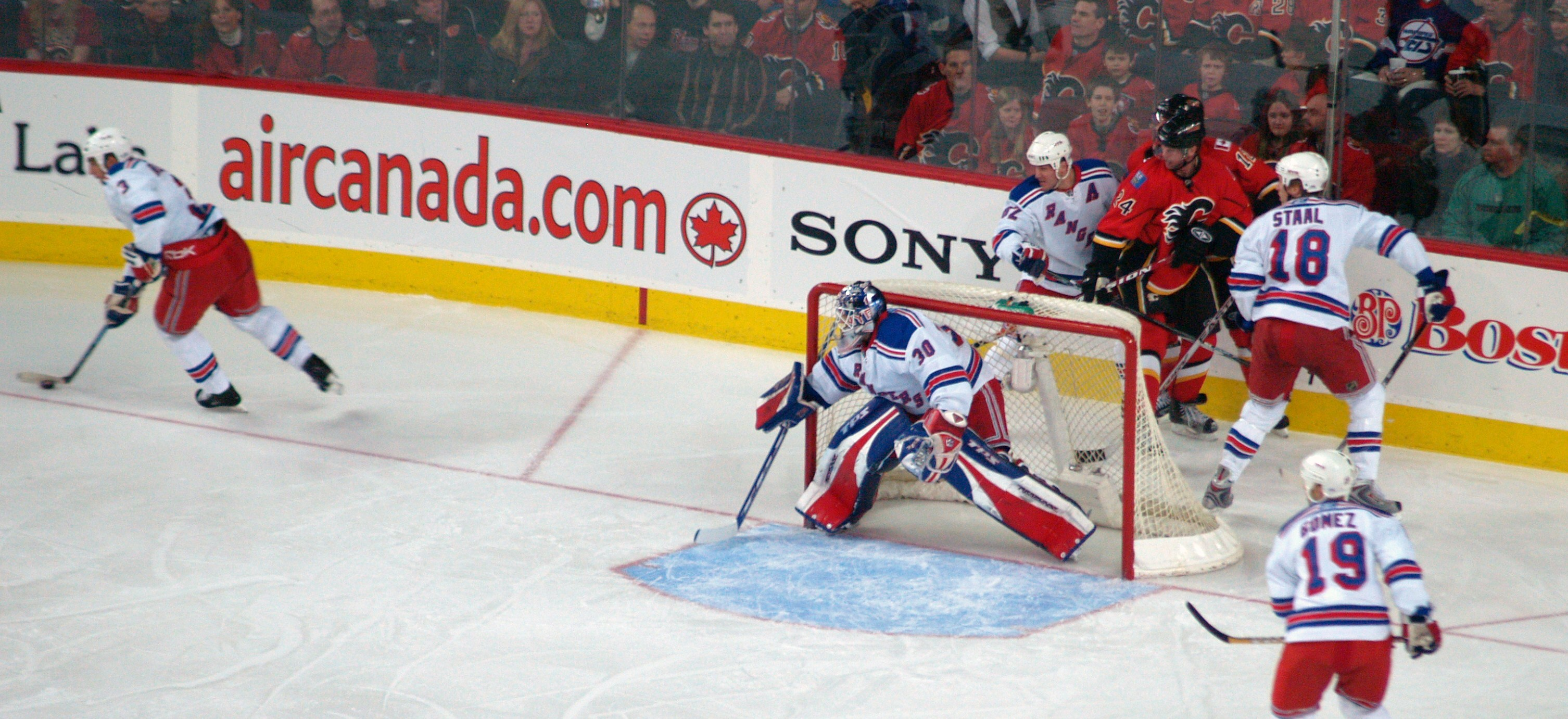
Partido de hockey sobre hielo de la NHL.
Carrera de la NASCAR.